# Oscar Kreuzer
Oscar Kreuzer (ur. 14 czerwca 1887 we Frankfurcie nad Menem, zm. 3 maja 1968 w Wiesbaden) – tenisista reprezentujący Cesarstwo Niemieckie. Dwukrotny olimpijczyk – startował na igrzyskach w Londynie (1908) i Sztokholmie (1912). Startował w olimpijskich turniejach singlowych i  deblowych.

## Występy na letnich igrzyskach olimpijskich

### Turnieje singlowe
| Igrzyska | Konkurencja                     | 1/64 finału              | 1/32 finału           | 1/16 finału                    | Ćwierćfinał          | Półfinał              | Finał/Mecz o trzecie miejsce | Klasyfikacja końcowa |
| Igrzyska | Konkurencja                     | Rywal                    | Rywal                 | Rywal                          | Rywal                | Rywal                 | Rywal                        | Klasyfikacja końcowa |
| -------- | ------------------------------- | ------------------------ | --------------------- | ------------------------------ | -------------------- | --------------------- | ---------------------------- | -------------------- |
| LIO 1908 | Turniej singlowy (kort otwarty) | Fritz Felix Piepes W 3:0 | Otto Froitzheim P 0:3 | → Nie awansował                | → Nie awansował      | → Nie awansował       | → Nie awansował              | Miejsca 17-32        |
| LIO 1912 | Turniej singlowy (kort otwarty) | Herman Bjørklund W 3:0   | Wolny los             | Michaił Sumarokow-Elston W 3:1 | Arthur Zborzil W 3:0 | Charles Winslow P 0:3 | Ladislav Žemla W 3:1         |                      |

### Turnieje deblowe
| Igrzyska | Konkurencja                             | Partner                | 1/32 finału                       | 1/16 finału      | Ćwierćfinał      | Półfinał         | Finał/Mecz o trzecie miejsce | Klasyfikacja końcowa |
| Igrzyska | Konkurencja                             | Partner                | Rywal                             | Rywal            | Rywal            | Rywal            | Rywal                        | Klasyfikacja końcowa |
| -------- | --------------------------------------- | ---------------------- | --------------------------------- | ---------------- | ---------------- | ---------------- | ---------------------------- | -------------------- |
| LIO 1908 | Turniej deblowy mężczyzn (kort otwarty) | Friedrich Wilhelm Rahe | H. Schomburgk O. Froitzheim P 0:3 | → Nie awansowali | → Nie awansowali | → Nie awansowali | → Nie awansowali             | Miejsca 17-32        |